# Luis Macas
Luis Alberto Macas Ambuludí (Saraguro, Provincia de Loja, 3 de junio de 1950) es un dirigente indígena, político e intelectual ecuatoriano de nacionalidad kichwa. 

## Biografía
Macas es licenciado en antropología, lingüística y doctor en jurisprudencia. Fue el primer legislador nacional de corte indígena electo y elegido por el Movimiento Pachakutik, en la contienda electoral de 1996. 
Con otros líderes de distintas organizaciones campesinas y de nacionalidades y pueblos indígenas de Ecuador, constituyó la Confederación de Nacionalidades Indígenas del Ecuador (CONAIE) en 1986, quedando a cargo de la difusión de prensa de la organización.
En 1988 fue designado vicepresidente de la CONAIE durante la celebración del segundo congreso de dicha organización. Más tarde tendría un rol protagónico en el desarrollo del Primer Levantamiento Indígena en junio de 1990, que tuvo repercusiones a nivel nacional y significó la emergencia del movimiento indígena como un representativo actor dentro del quehacer social y político del Ecuador.
En diciembre de 1990 es nombrado presidente de la CONAIE y dos años más tarde encabezaría las movilizaciones en contra de la celebración del "Quinto Centenario del Descubrimiento de América". Durante su presidencia, la CONAIE y sus organizaciones filiales, lograron el reconocimiento legal de los derechos de la población indígena de la Amazonía ecuatoriana, sobre sus asentamientos ancestrales amenazados por la explotación petrolera, maderera y minera, luego de una caminata que recorrió más de 500 kilómetros desde la Amazonía hasta Quito.
En abril de 1994, en San Francisco (EE. UU.), recibe el Premio Goldman para el medio ambiente entregado anualmente por parte de la fundación del mismo nombre, por su activa contribución, a promover los derechos colectivos de los pueblos indígenas y la protección del medio ambiente.
En 1996 es elegido diputado de la República por el Movimiento Pachakutik, desempeñándose más tarde como jefe del bloque parlamentario de dicha tienda política en el Congreso Nacional, formó parte de la oposición y de las manifestaciones en contra del efímero gobierno de Abdala Bucaram, en 1999 apoyo al presidente de la Conaie Antonio Vargas y el coronel Lucio Gutiérrez en el derrocamiento de Jamil Mahuad. 
Fue uno de los dos primeros ministros indígenas (agricultura) elegido por el presidente Lucio Gutiérrez en 2003, cargo que abandonó por estar en desacuerdo con la política neoliberal del gobierno. 
Desde diciembre de 2004 es nuevamente presidente de la CONAIE.
En agosto de 2006 se postuló como candidato a la Presidencia de la República del Ecuador en donde quedó en sexto lugar en las elecciones con un total del 2 % de los votos.
En 2018 Luis Macas fue miembro del Consejo de Participación Ciudadana Transitorio hasta su disolución en 2019.